# Australolacerta
Australolacerta este un gen de șopârle din familia Lacertidae.

Cladograma conform Catalogue of Life:
| Australolacerta | \| \| Australolacerta australis \| \| \| \| \| \| Australolacerta rupicola \| \| \| \| |
|                 | \| \| Australolacerta australis \| \| \| \| \| \| Australolacerta rupicola \| \| \| \| |
|                 | Australolacerta australis                                                              |
|                 |                                                                                        |
|                 | Australolacerta rupicola                                                               |
|                 |                                                                                        |